# Сонни и Шер
Сонни и Шер (рус. Сонни энд Шер; англ. Sonny & Cher) — американский поп-рок-дуэт супругов Сонни Боно и Шер, существовавший в 1964—1977 годах. Всего за эти годы было продано около 80 млн записей. Успех коллективу принесла песня «I Got You Babe», выпущенная на их первом альбоме «Look at Us».
В 1970-х дуэт также часто выступал на телевидении и выпустил собственное популярное музыкально-юмористическое телешоу (15 премий «Эмми» за три сезона). После развода супругов в 1974 году дуэт распался. Сонни Боно стал политиком, членом Палаты представителей США, а Шер стала популярной соло-певицей и киноактрисой (премия «Оскар» за лучшую женскую роль).

## История

### 1962—1964
Шерил Саркисян и Сальваторе Боно познакомились в лос-анджелесском кафе в ноябре 1962 года. Шерил на тот момент было 16 лет, Сальваторе — 27. Их встреча переросла в роман, роман привел к браку в 1964 году. Боно в своей автобиографии пишет, что брак был неофициальным. Официально Шер и Боно расписались после рождения ребёнка в 1969 году. Боно помог Шер начать музыкальную карьеру, познакомив её со знаменитым продюсером Филом Спектором. В качестве бэк-вокалистов Боно и Шер участвовали в записи целого ряда хитов популярных исполнителей, продюсером которых выступал Спектор. В 1964 году Боно и Шер формируют дуэт «Цезарь и Клео», выпускают несколько синглов, но широкой популярности не имеют.

### 1965—1966
В сентябре 1964 Боно и Шер переименовывают дуэт в «Sonny & Cher» и выпускают сингл «Baby Don’t Go», значительно более успешную пластинку, нежели предыдущие. Сингл добирается до 1 места в хит-параде журнала RPM (Канада), 8 места в U.S. Billboard Hot 100 (США) и 11 места в UK Singles Chart (Великобритания). Сингл включают в альбом-сборник «Baby Don’t Go — Sonny & Cher and Friends», который занимает 69 место в U.S. Billboard 200.
Летом 1965 года выходит первый альбом дуэта, «Look at Us». Альбом становится очень популярным, в течение 8 недель занимая 2 место в чарте U.S. Billboard. Сингл «I Got You Babe» становится не просто популярным (первые места в чартах США, Великобритании, Канады, Новой Зеландии, не ниже десятого места в чартах нескольких других стран), но и остаётся классическим поп-хитом в США до сих пор. В течение 1965 года целых пять песен дуэта побывали в U.S. Billboard 20, лучшего результата добился только Элвис Пресли.
В 1966, на волне популярности, Сонни и Шер выпускают альбом «The Wondrous World of Sonny & Chér» и организовывают международное турне «The Wondrous World Tour». Выходят ещё несколько популярных синглов, включая «Bang Bang (My Baby Shot Me Down)».

### 1967—1970
Третий альбом дуэта, «In Case You’re In Love», пользовался меньшим успехом (69 место в чарте U.S. Billboard), по-настоящему популярной стала только одна песня, «The Beat Goes On» (6 место в U.S. Billboard и первые места в ряде европейских стран). В попытках максимально использовать угасающую популярность, Сонни и Шер решают сняться в кино. Их первый фильм, «Good Times», приносит студии Columbia Pictures убытки в более чем миллион долларов. Columbia Pictures отменяет съёмки второго фильма, «Спидвей», и продаёт права на него студии MGM. Вместо Сонни и Шер главные роли в нём исполняют Элвис Пресли и Нэнси Синатра. Впрочем, фильм так же оказывается коммерчески провальным. После третьего убыточного фильма, «Chastity», главную роль в котором исполнила Шер, а Боно выступил сценаристом и продюсером, дуэт прекращает попытки сделать карьеру в кино.
Сонни и Шер отправляются в Лас-Вегас, где запускают своё музыкально-юмористическое шоу. На сцене Шер исполняет роль острой на язык певицы, которая постоянно дразнит своего мягкотелого, добродушного партнёра. В реальности же Сонни целиком контролирует шоу от написания шуток для Шер до распределения гонорара. В 1969 году рождается их дочь, Честити Сан Боно.

### 1971—1977
В Лас-Вегасе шоу Сонни и Шер замечают телевизионные продюсеры и в 1971 году на телеэкраны выходит «The Nitty Gritty Hour», часовой выпуск юмористически-музыкального шоу-варьете. Сонни и Шер появляются ещё в нескольких телешоу и наконец выпускают свою собственную программу, The Sonny and Cher Comedy Hour. Шоу оказывается весьма популярным как у зрителей, так и у критиков. За три года своего существования оно получает 15 «Эмми», а Шер получает «Золотой глобус» за лучшую женскую роль в телешоу (1974). Второе дыхание обретает и музыкальная карьера Сонни и Шер, выходит новый альбом «All I Ever Need Is You», несколько синглов попадают на верхние строки чартов.
К 1974 году брак Сонни и Шер распадается, вместе с ним распадается и успешное шоу. Оба артиста запускают свои телепроекты: Сонни и вся команда старого шоу снимают The Sonny Comedy Revue, а Шер делает ставку на своё личное обаяние и запускает шоу Cher. The Sonny Comedy Revue исчезает из эфира всего после шести недель показа, а шоу Шер идёт два сезона, получает несколько «Эмми», в нём участвует популярнейшая теледива Бетт Мидлер, а среди первых музыкальных гостей появляется Элтон Джон.
В 1976 году Сонни и Шер перезапускают The Sonny & Cher Show, но за два сезона оно не набирает достаточной популярности и становится последним совместным проектом артистов.

### 1978—1999
Дальнейшая карьера двух артистов складывается по-разному. Боно снимается в кино, занимается бизнесом, а в 1988 году становится мэром Палм-Спрингс (Калифорния). В 1992 году он безуспешно баллотируется в Сенат США, а в 1994 становится членом Палаты представителей США от Калифорнии. В 1998 году Боно погибает в результате несчастного случая на горнолыжном курорте в окрестностях озера Тахо.
Шер становится одной из самых популярных певиц в мире, продажи её дисков превышают 200 миллионов. Шер также делает успешную карьеру в кино и получает множество призов, включая «Оскар» за лучшую женскую роль в фильме 1987 года «Очарованные луной».

## Дискография
- Baby Don't Go - Sonny & Cher and Friends (1965)
- Look at Us (1965)

Звезда Сонни и Шер на голливудской «Аллее славы»

- The Wondrous World (of Sonny & Chér) (1966)
- In Case You're in Love (1967)
- All I Ever Need Is You (1971)
- Mama Was a Rock and Roll Singer, Papa Used to Write All Her Songs (1973)

За восемь лет активного творчества Сонни и Шер выпустили 20 синглов и несколько сборников, но наивысшим их достижением осталось 1-е место в чартах США и Великобритании с синглом «I Got You Babe» (1965).